# Tachismus

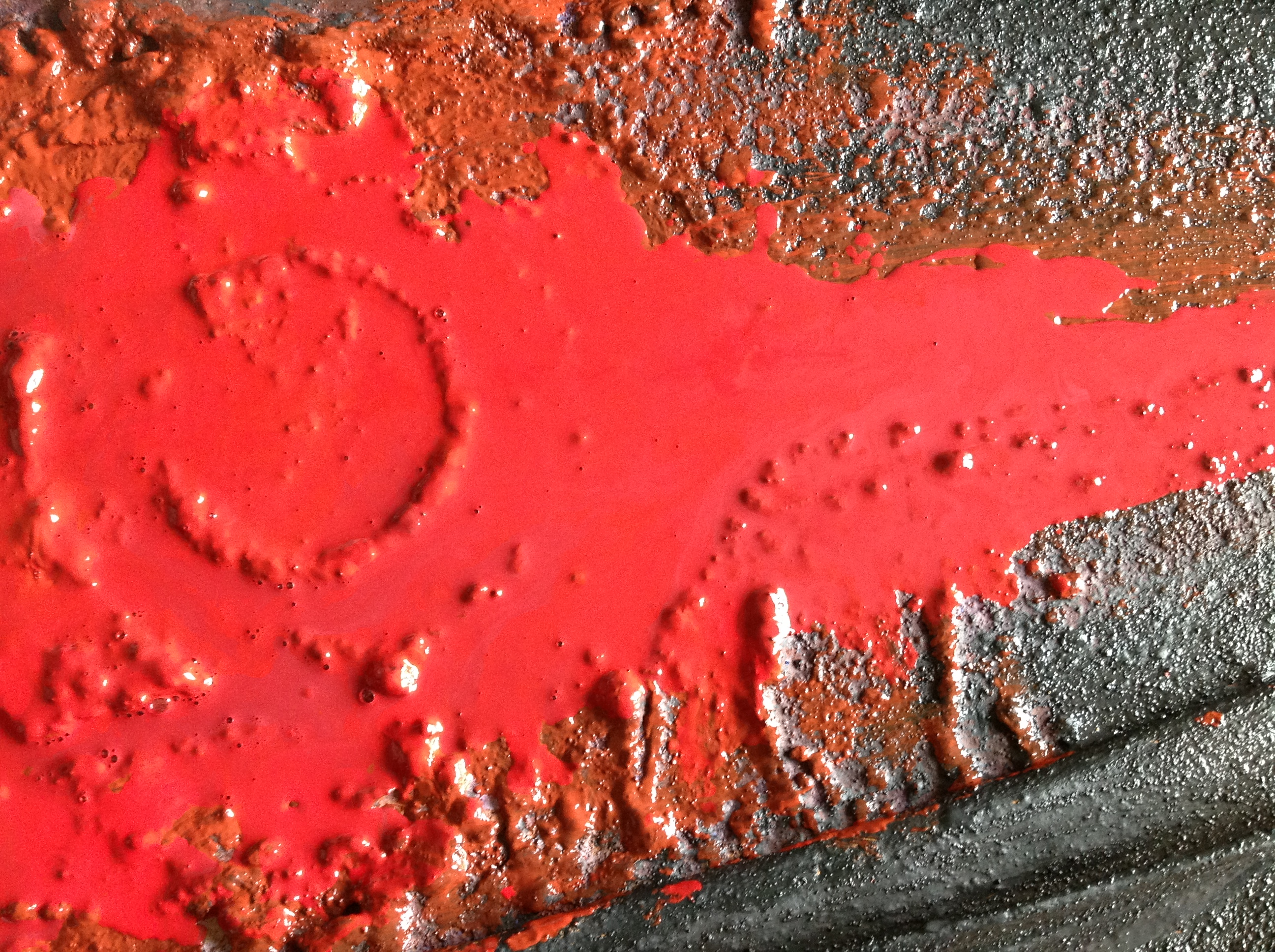
Jiménez-Balaguer: Detail, 2013

Tachismus (také tašismus, z francouzského tache, skvrna) je francouzský styl abstraktní malby populární zejména v 40. a 50. letech 20. století (samotný výraz byl použit poprvé zřejmě roku 1951). Styl byl součástí širšího abstraktního hnutí informelu (art informel), někdy je vymezován jako evropský pendant k americkému abstraktnímu expresionismu.
Tachismus (po druhé světové válce známý pod výrazem pařížská škola, nazývaný také abstraction lyrique) reagoval na kubismus, odpoutával se od geometrické abstrakce směrem k menší formalitě. Typická byla spontánní práce s štětcem blízká akční malbě (automatické tvorbě téměř bez jakékoliv kontroly ze strany umělce), malbou přímo z tuby, čmárání připomínající kaligrafii.
Významní představitelé tachismu byli Jean-Paul Riopelle, Wols, Jean Dubuffet, Pierre Soulages, Nicolas de Staël, Hans Hartung, Serge Poliakoff, Georges Mathieu a Jean Messagier. K tachistickému výrazu měla blízko evropská skupina CoBrA a japonská skupina Gutai. Několik tachistických obrazů vytvořil koncem 60. let také Gerhard Richter.
První zmínka o tachismu vůbec se připisuje k roku 1951 kritikům Charlesu Estienne a Pierre Guéguenovi. Věhlas přinesl zejména Michel Tapié popisem stylu ve svém díle Un Art autre (1952).